# Лауді Туркі
Лауді Туркі (англ. Loudy Wiggins, 7 липня 1979) — австралійська стрибунка у воду.
Призерка Олімпійських Ігор 2000, 2004 років, учасниця 1996, 2012 років.
Призерка Чемпіонату світу з водних видів спорту 2001, 2003, 2005 років.
Переможниця Ігор Співдружності 2002, 2006 років.